# Liste der Monuments historiques in Vaudemange
Die Liste der Monuments historiques in Vaudemange führt die Monuments historiques in der französischen Gemeinde Vaudemange auf.

## Liste der Objekte
| Bezeichnung                | Beschreibung                                                      | Standort                          | Kennzeichnung | Schutzstatus | Datum | Bild |
| -------------------------- | ----------------------------------------------------------------- | --------------------------------- | ------------- | ------------ | ----- | ---- |
| Skulptur Heiliger Eligius  | Holz, 17. Jahrhundert                                             | in der Kirche St-Hippolyte (Lage) | PM51003592    | Inscrit      | 1989  |      |
| Hauptaltar                 | Retabel und Gemälde; Stein, Ölfarbe auf Leinwand, 18. Jahrhundert | in der Kirche St-Hippolyte (Lage) | PM51003593    | Inscrit      | 1989  |      |
| Skulptur Heiliger Hippolyt | Holz, 17. Jahrhundert                                             | in der Kirche St-Hippolyte (Lage) | PM51003591    | Inscrit      | 1989  |      |